# Lijst van koningen van Babylonië
Deze lijst van Babylonische koningen bevat een deel van alle bekende heersers van Babylonië.
| Dynastie               | Koning                                                                      | Periode      | Opmerkingen |
| ---------------------- | --------------------------------------------------------------------------- | ------------ | --- |
| e n s i's onder Ur III | Abba                                                                        |              | Schatplichtige gouverneurs, tot de val van Ur en de dood van Ibbi-Sin in 2004 v.Chr. Nadien zijn er vele elkaar bestrijdende koninkrijken zoals Isin, Larsa, Malkum enz. Babylon weet zich in die verwarring ook onafhankelijk te maken. |
| e n s i's onder Ur III | Arši-aḫ                                                                     |              | Schatplichtige gouverneurs, tot de val van Ur en de dood van Ibbi-Sin in 2004 v.Chr. Nadien zijn er vele elkaar bestrijdende koninkrijken zoals Isin, Larsa, Malkum enz. Babylon weet zich in die verwarring ook onafhankelijk te maken. |
| e n s i's onder Ur III | Itūr-ilum                                                                   |              | Schatplichtige gouverneurs, tot de val van Ur en de dood van Ibbi-Sin in 2004 v.Chr. Nadien zijn er vele elkaar bestrijdende koninkrijken zoals Isin, Larsa, Malkum enz. Babylon weet zich in die verwarring ook onafhankelijk te maken. |
| e n s i's onder Ur III | Murtele                                                                     |              | Schatplichtige gouverneurs, tot de val van Ur en de dood van Ibbi-Sin in 2004 v.Chr. Nadien zijn er vele elkaar bestrijdende koninkrijken zoals Isin, Larsa, Malkum enz. Babylon weet zich in die verwarring ook onafhankelijk te maken. |
| e n s i's onder Ur III | Unabatal                                                                    |              | Schatplichtige gouverneurs, tot de val van Ur en de dood van Ibbi-Sin in 2004 v.Chr. Nadien zijn er vele elkaar bestrijdende koninkrijken zoals Isin, Larsa, Malkum enz. Babylon weet zich in die verwarring ook onafhankelijk te maken. |
| e n s i's onder Ur III | Puzur-tutu                                                                  |              | Schatplichtige gouverneurs, tot de val van Ur en de dood van Ibbi-Sin in 2004 v.Chr. Nadien zijn er vele elkaar bestrijdende koninkrijken zoals Isin, Larsa, Malkum enz. Babylon weet zich in die verwarring ook onafhankelijk te maken. |
| Eerste dynastie        | Sumu-abum                                                                   | 1894–1881    | Amoritische dynastie De tijd van Isin en Larsa |
| Eerste dynastie        | Sumulael                                                                    | 1881–1845    | Amoritische dynastie De tijd van Isin en Larsa |
| Eerste dynastie        | Sabium                                                                      | 1845–1831    | Amoritische dynastie De tijd van Isin en Larsa |
| Eerste dynastie        | Apil-Sin                                                                    | 1831–1813    | Amoritische dynastie De tijd van Isin en Larsa |
| Eerste dynastie        | Sin-muballit                                                                | 1813–1793    | Amoritische dynastie De tijd van Isin en Larsa |
| Eerste dynastie        | Hammurabi                                                                   | 1793–1750    | Hammurabi verenigt Mesopotamië: 1763:Larsa, 1761:Malkum, 1761:Assur, 1759:Mari, 1753:Eshnunna Oud-Babylonische Rijk, 1750–1595 v.Chr. |
| Eerste dynastie        | Samsu-iluna                                                                 | 1750–1712    | Hammurabi verenigt Mesopotamië: 1763:Larsa, 1761:Malkum, 1761:Assur, 1759:Mari, 1753:Eshnunna Oud-Babylonische Rijk, 1750–1595 v.Chr. |
| Eerste dynastie        | Abi-eshu                                                                    | 1712–1684    | Hammurabi verenigt Mesopotamië: 1763:Larsa, 1761:Malkum, 1761:Assur, 1759:Mari, 1753:Eshnunna Oud-Babylonische Rijk, 1750–1595 v.Chr. |
| Eerste dynastie        | Ammiditana                                                                  | 1684–1647    | Hammurabi verenigt Mesopotamië: 1763:Larsa, 1761:Malkum, 1761:Assur, 1759:Mari, 1753:Eshnunna Oud-Babylonische Rijk, 1750–1595 v.Chr. |
| Eerste dynastie        | Ammisaduka                                                                  | 1647–1626    | Hammurabi verenigt Mesopotamië: 1763:Larsa, 1761:Malkum, 1761:Assur, 1759:Mari, 1753:Eshnunna Oud-Babylonische Rijk, 1750–1595 v.Chr. |
| Eerste dynastie        | Samsuditana                                                                 | 1626–1595    | In 1595 wordt Babylon door de Hettieten veroverd, In het Zeeland regeert een tijdlang een onafhankelijke dynastie |
| Tweede dynastie        | Een elftal heersers in het Zeeland waarvan veel niet duidelijk is           |              | De Hettitische verwoesting laat een periode van chaos na |
| Derde dynastie         | Agum II                                                                     | rond 1570    | Kassietendynastie, 1570–1154 v.Chr. |
| Derde dynastie         | Burnaburiaš I                                                               | rond 1540    | Kassietendynastie, 1570–1154 v.Chr. |
| Derde dynastie         | Kaštiliaš III                                                               | 1500–1470    | Kassietendynastie, 1570–1154 v.Chr. |
| Derde dynastie         | Ulamburiaš                                                                  | 1470         | Kassietendynastie, 1570–1154 v.Chr. |
| Derde dynastie         | Agum III                                                                    | 1470–1450    | Kassietendynastie, 1570–1154 v.Chr. |
| Derde dynastie         | Karaindaš                                                                   | rond 1430    | Kassietendynastie, 1570–1154 v.Chr. |
| Derde dynastie         | Kadašman-harbe I                                                            | rond 1415    | Kassietendynastie, 1570–1154 v.Chr. |
| Derde dynastie         | Kurigalzu I                                                                 | rond 1390    | Kassietendynastie, 1570–1154 v.Chr. |
| Derde dynastie         | Kadašman-enlil I                                                            | 1374–1360    | Kassietendynastie, 1570–1154 v.Chr. |
| Derde dynastie         | Burnaburiaš II                                                              | 1360–1333    | Kassietendynastie, 1570–1154 v.Chr. |
| Derde dynastie         | Karahardaš                                                                  | 1333         | Kassietendynastie, 1570–1154 v.Chr. |
| Derde dynastie         | Nazibugaš                                                                   | 1333         | Kassietendynastie, 1570–1154 v.Chr. |
| Derde dynastie         | Kurigalzu II                                                                | 1333–1308    | Kassietendynastie, 1570–1154 v.Chr. |
| Derde dynastie         | Nazi-maruttaš                                                               | 1308–1282    | Kassietendynastie, 1570–1154 v.Chr. |
| Derde dynastie         | Kadašman-turgu                                                              | 1282–1264    | Kassietendynastie, 1570–1154 v.Chr. |
| Derde dynastie         | Kadašman-enlil II                                                           | 1264–1255    | Kassietendynastie, 1570–1154 v.Chr. |
| Derde dynastie         | Kudur-enlil I                                                               | 1255–1246    | Kassietendynastie, 1570–1154 v.Chr. |
| Derde dynastie         | Shagarakti-Shuriash                                                         | 1246–1233    | Kassietendynastie, 1570–1154 v.Chr. |
| Derde dynastie         | Kaštiliaš IV                                                                | 1233–1225    | Kassietendynastie, 1570–1154 v.Chr. |
| Derde dynastie         | Tukulti-Ninurta I (Assyrië)                                                 | 1225–1224    | Kassietendynastie, 1570–1154 v.Chr. |
| Derde dynastie         | Enlil-nādin-šumi (onderkoning)                                              | 1224-1223    | Kassietendynastie, 1570–1154 v.Chr. |
| Derde dynastie         | Kadašman-Ḫarbe II                                                           | 1223-1222    | Kassietendynastie, 1570–1154 v.Chr. |
| Derde dynastie         | Adad-šuma-iddina                                                            | 1222-1216    | Kassietendynastie, 1570–1154 v.Chr. |
| Derde dynastie         | Adad-šuma-uṣur                                                              | 1216-1186    | Kassietendynastie, 1570–1154 v.Chr. |
| Derde dynastie         | Melišipak                                                                   | 1186–1171    | Kassietendynastie, 1570–1154 v.Chr. |
| Derde dynastie         | Marduk-apla-iddina I                                                        | 1171–1158    | Kassietendynastie, 1570–1154 v.Chr. |
| Derde dynastie         | Zababa-shuma-iddina                                                         | 1157         | Kassietendynastie, 1570–1154 v.Chr. |
| Derde dynastie         | Elamitische heerschappij: Shutruk-Nahhunte I                                | 1157–1156    | Kassietendynastie, 1570–1154 v.Chr. |
| Derde dynastie         | Enlil-nadin-ahi                                                             | 1157–1154    | Kassietendynastie, 1570–1154 v.Chr. |
| Vierde dynastie        | Marduk-kabit-ahhešu                                                         | 1160–1142    | Tweede dynastie van Isin, Midden-Babylonische rijk, 1160–1029 v.Chr. |
| Vierde dynastie        | Itti-marduk-balatu                                                          | 1142–1134    | Tweede dynastie van Isin, Midden-Babylonische rijk, 1160–1029 v.Chr. |
| Vierde dynastie        | Ninurta-nadin-shumi                                                         | 1134–1128    | Tweede dynastie van Isin, Midden-Babylonische rijk, 1160–1029 v.Chr. |
| Vierde dynastie        | Nabu-kudurri-usur I = Nebukadnezar I                                        | 1128–1106    | Tweede dynastie van Isin, Midden-Babylonische rijk, 1160–1029 v.Chr. |
| Vierde dynastie        | Enlil-nadin-apli                                                            | 1106–1102    | Tweede dynastie van Isin, Midden-Babylonische rijk, 1160–1029 v.Chr. |
| Vierde dynastie        | Marduk-nādin-aḫḫē                                                           | 1102–1084    | Tweede dynastie van Isin, Midden-Babylonische rijk, 1160–1029 v.Chr. |
| Vierde dynastie        | Marduk-shapik-zerimati                                                      | 1084–1071    | Tweede dynastie van Isin, Midden-Babylonische rijk, 1160–1029 v.Chr. |
| Vierde dynastie        | Adad-apla-iddina (Arameïsche heerser)                                       | 1071–1049    | Tweede dynastie van Isin, Midden-Babylonische rijk, 1160–1029 v.Chr. |
| Vierde dynastie        | Marduk-ahhe-eriba (Arameïsche heerser)                                      | 1049–1048    | Tweede dynastie van Isin, Midden-Babylonische rijk, 1160–1029 v.Chr. |
| Vierde dynastie        | Marduk-zer-x (Arameïsche heerser)                                           | 1048–1036    | Tweede dynastie van Isin, Midden-Babylonische rijk, 1160–1029 v.Chr. |
| Vierde dynastie        | Nabu-shum-libur (Arameïsche heerser)                                        | 1036–1029    | Tweede dynastie van Isin, Midden-Babylonische rijk, 1160–1029 v.Chr. |
| Vijfde dynastie        | Simbar-šipak /Simbar-šihu                                                   | 1029–1010    | Tweede dynastie van het Zeeland, Midden-Babylonische rijk, 1029–1006 v.Chr. |
| Vijfde dynastie        | Ea-mukin-shumi                                                              | 1010–1008    | Tweede dynastie van het Zeeland, Midden-Babylonische rijk, 1029–1006 v.Chr. |
| Vijfde dynastie        | Kassu-nadin-ahhe                                                            | 1008–1006    | Tweede dynastie van het Zeeland, Midden-Babylonische rijk, 1029–1006 v.Chr. |
| Zesde dynastie         | Eulmash-shakin-shumi                                                        | 1005–987     | Dynastie van Bit Bazi, Midden-Babylonische rijk, 1005–984 v.Chr. |
| Zesde dynastie         | Ninurta-kudurri-usur I                                                      | 987–985      | Dynastie van Bit Bazi, Midden-Babylonische rijk, 1005–984 v.Chr. |
| Zesde dynastie         | Shirikti-Shuqamuna                                                          | 985–984      | Dynastie van Bit Bazi, Midden-Babylonische rijk, 1005–984 v.Chr. |
| Zevende dynastie       | Mar-biti-apla-usur                                                          | 984–977      | Elamitische dynastie, Midden-Babylonische rijk, 984–977 v.Chr. |
| Achtste dynastie       | Nabu-mukin-apli                                                             | 977–942      | Midden-Babylonische rijk, 977–942 v.Chr. |
| Achtste dynastie       | Ninurta-kudurri-usur II                                                     | 942–941      | Midden-Babylonische rijk, 977–942 v.Chr. |
| Achtste dynastie       | Mar-biti-ahhe-iddina                                                        | 941          | Midden-Babylonische rijk, 977–942 v.Chr. |
| Negende dynastie       | Shamash-mudammiq                                                            | 941–899      | Midden-Babylonische rijk, 942–729 v.Chr. Vanaf 729 v.Chr. geraakt Babylonië onder de heerschappij van de Assyrische koningen |
| Negende dynastie       | Nabu-shumi-ishkun                                                           | 899–888      | Midden-Babylonische rijk, 942–729 v.Chr. Vanaf 729 v.Chr. geraakt Babylonië onder de heerschappij van de Assyrische koningen |
| Negende dynastie       | Nabu-shumi-ukin I                                                           | 888–882      | Midden-Babylonische rijk, 942–729 v.Chr. Vanaf 729 v.Chr. geraakt Babylonië onder de heerschappij van de Assyrische koningen |
| Negende dynastie       | Nabu-apla-iddina                                                            | 882–852      | Midden-Babylonische rijk, 942–729 v.Chr. Vanaf 729 v.Chr. geraakt Babylonië onder de heerschappij van de Assyrische koningen |
| Negende dynastie       | Marduk-zakir-šumi I                                                         | 852–826      | Midden-Babylonische rijk, 942–729 v.Chr. Vanaf 729 v.Chr. geraakt Babylonië onder de heerschappij van de Assyrische koningen |
| Negende dynastie       | Marduk-balassu-iqbi                                                         | 826–813      | Midden-Babylonische rijk, 942–729 v.Chr. Vanaf 729 v.Chr. geraakt Babylonië onder de heerschappij van de Assyrische koningen |
| Negende dynastie       | Baba-ahha-iddina                                                            | 812–810      | Midden-Babylonische rijk, 942–729 v.Chr. Vanaf 729 v.Chr. geraakt Babylonië onder de heerschappij van de Assyrische koningen |
| Negende dynastie       | Troonstrijd, 4 koningen                                                     | 810–rond 800 | Midden-Babylonische rijk, 942–729 v.Chr. Vanaf 729 v.Chr. geraakt Babylonië onder de heerschappij van de Assyrische koningen |
| Negende dynastie       | Ninurta-apla-x                                                              |              | Midden-Babylonische rijk, 942–729 v.Chr. Vanaf 729 v.Chr. geraakt Babylonië onder de heerschappij van de Assyrische koningen |
| Negende dynastie       | Adad-shum-ibai                                                              | rond 800     | Midden-Babylonische rijk, 942–729 v.Chr. Vanaf 729 v.Chr. geraakt Babylonië onder de heerschappij van de Assyrische koningen |
| Negende dynastie       | Marduk-bel-zeri                                                             | rond 800     | Midden-Babylonische rijk, 942–729 v.Chr. Vanaf 729 v.Chr. geraakt Babylonië onder de heerschappij van de Assyrische koningen |
| Negende dynastie       | Marduk-apla-usur                                                            | 795–764      | Midden-Babylonische rijk, 942–729 v.Chr. Vanaf 729 v.Chr. geraakt Babylonië onder de heerschappij van de Assyrische koningen |
| Negende dynastie       | Eriba-marduk                                                                |              | Midden-Babylonische rijk, 942–729 v.Chr. Vanaf 729 v.Chr. geraakt Babylonië onder de heerschappij van de Assyrische koningen |
| Negende dynastie       | Interregnum                                                                 | 764–762      | Midden-Babylonische rijk, 942–729 v.Chr. Vanaf 729 v.Chr. geraakt Babylonië onder de heerschappij van de Assyrische koningen |
| Negende dynastie       | Nabu-šuma-iškun                                                             | ca. 760–748  | Midden-Babylonische rijk, 942–729 v.Chr. Vanaf 729 v.Chr. geraakt Babylonië onder de heerschappij van de Assyrische koningen |
| Negende dynastie       | Nabu-nasir                                                                  | 748–734      | Midden-Babylonische rijk, 942–729 v.Chr. Vanaf 729 v.Chr. geraakt Babylonië onder de heerschappij van de Assyrische koningen |
| Negende dynastie       | Nabu-nadin-zeri                                                             | 734–732      | Midden-Babylonische rijk, 942–729 v.Chr. Vanaf 729 v.Chr. geraakt Babylonië onder de heerschappij van de Assyrische koningen |
| Negende dynastie       | Nabu-šuma-ukin II                                                           | 732          | Midden-Babylonische rijk, 942–729 v.Chr. Vanaf 729 v.Chr. geraakt Babylonië onder de heerschappij van de Assyrische koningen |
| Negende dynastie       | Nabu-mukin-zeri                                                             | 732–729      | Midden-Babylonische rijk, 942–729 v.Chr. Vanaf 729 v.Chr. geraakt Babylonië onder de heerschappij van de Assyrische koningen |
| Tiende dynastie        | Assyriër: Pulu                                                              | 729–727      | Assyrische dynastie, 729–626 v.Chr. In 627/26 v.Chr. brengt een Babylonische opstand de Assyrische heerschappij ten einde. |
| Tiende dynastie        | Assyriër: Ululai                                                            | 727–722      | Assyrische dynastie, 729–626 v.Chr. In 627/26 v.Chr. brengt een Babylonische opstand de Assyrische heerschappij ten einde. |
| Tiende dynastie        | Marduk-Apla-Iddina II (Merodoch-Baladan) Onafhankelijke Babylonische koning | 722–710      | Assyrische dynastie, 729–626 v.Chr. In 627/26 v.Chr. brengt een Babylonische opstand de Assyrische heerschappij ten einde. |
| Tiende dynastie        | Assyriër: Sargon II                                                         | 710–705      | Assyrische dynastie, 729–626 v.Chr. In 627/26 v.Chr. brengt een Babylonische opstand de Assyrische heerschappij ten einde. |
| Tiende dynastie        | Assyriër: Sanherib                                                          | 705–703      | Assyrische dynastie, 729–626 v.Chr. In 627/26 v.Chr. brengt een Babylonische opstand de Assyrische heerschappij ten einde. |
| Tiende dynastie        | Marduk-Zakir-Schumi II                                                      | 703          | Assyrische dynastie, 729–626 v.Chr. In 627/26 v.Chr. brengt een Babylonische opstand de Assyrische heerschappij ten einde. |
| Tiende dynastie        | Marduk-Apla-Iddina II<                                                      | 703          | Assyrische dynastie, 729–626 v.Chr. In 627/26 v.Chr. brengt een Babylonische opstand de Assyrische heerschappij ten einde. |
| Tiende dynastie        | Bel-Ibni -- Assyrische onderkoning                                          | 703–700      | Assyrische dynastie, 729–626 v.Chr. In 627/26 v.Chr. brengt een Babylonische opstand de Assyrische heerschappij ten einde. |
| Tiende dynastie        | Aššur-nadin-šumi --Assyrische onderkoning                                   | 700–694      | Assyrische dynastie, 729–626 v.Chr. In 627/26 v.Chr. brengt een Babylonische opstand de Assyrische heerschappij ten einde. |
| Tiende dynastie        | Nergal-Ušezib --Elamitische vazalkoning                                     | 694–693      | Assyrische dynastie, 729–626 v.Chr. In 627/26 v.Chr. brengt een Babylonische opstand de Assyrische heerschappij ten einde. |
| Tiende dynastie        | Mušezib-Marduk                                                              | 693–689      | Assyrische dynastie, 729–626 v.Chr. In 627/26 v.Chr. brengt een Babylonische opstand de Assyrische heerschappij ten einde. |
| Tiende dynastie        | Assyriër: Sanherib {opnieuw)                                                | 689–681      | Assyrische dynastie, 729–626 v.Chr. In 627/26 v.Chr. brengt een Babylonische opstand de Assyrische heerschappij ten einde. |
| Tiende dynastie        | Assyriër: Esarhaddon                                                        | 681–669      | Assyrische dynastie, 729–626 v.Chr. In 627/26 v.Chr. brengt een Babylonische opstand de Assyrische heerschappij ten einde. |
| Tiende dynastie        | Šamaš-šum-ukin -- opstandeling                                              | 669–648      | Assyrische dynastie, 729–626 v.Chr. In 627/26 v.Chr. brengt een Babylonische opstand de Assyrische heerschappij ten einde. |
| Tiende dynastie        | Kandalanu -- zetbaas                                                        | 648–627      | Assyrische dynastie, 729–626 v.Chr. In 627/26 v.Chr. brengt een Babylonische opstand de Assyrische heerschappij ten einde. |
| Elfde dynastie         | Nabu-apal-usur (Nabopolassar)                                               | 625–605      | Chaldeese dynastie, Nieuw-Babylonische Rijk, 625–539 v.Chr. 539 verovering Babylon door de Perzische grootkoning Cyrus II |
| Elfde dynastie         | Nabu-kudurri-usur II (Nebukadnezar II)                                      | 605–562      | Chaldeese dynastie, Nieuw-Babylonische Rijk, 625–539 v.Chr. 539 verovering Babylon door de Perzische grootkoning Cyrus II |
| Elfde dynastie         | Amel-marduk (Evil-Merodoch)                                                 | 562–560      | Chaldeese dynastie, Nieuw-Babylonische Rijk, 625–539 v.Chr. 539 verovering Babylon door de Perzische grootkoning Cyrus II |
| Elfde dynastie         | Nergal-Shar-usur (Neriglissar)                                              | 560–556      | Chaldeese dynastie, Nieuw-Babylonische Rijk, 625–539 v.Chr. 539 verovering Babylon door de Perzische grootkoning Cyrus II |
| Elfde dynastie         | Labashi-marduk                                                              | 556          | Chaldeese dynastie, Nieuw-Babylonische Rijk, 625–539 v.Chr. 539 verovering Babylon door de Perzische grootkoning Cyrus II |
| Elfde dynastie         | Nabu-Naid (Nabonidus)                                                       | 556–539      | Chaldeese dynastie, Nieuw-Babylonische Rijk, 625–539 v.Chr. 539 verovering Babylon door de Perzische grootkoning Cyrus II |

Babylon I · Babylon II · Babylon III · Babylon IV · Babylon V · Babylon VI · Babylon VII · Babylon VIII · Babylon IX · Babylon X · Babylon XI
Zie ook: Babylon · Geschiedenis van Babylon